# ناحية عانية
المنطقة الخثلية أو خَثْلَة (بالإنجليزية: Hypogastrium)‏ أو الناحية العانية (بالإنجليزية: suprapubic region)‏ هو المنطقة التي تقع أسفل السرة في جسم الإنسان، ويشكل عظم العانة نهاية هذه المنطقة مهم من الأعضاء التناسلية لدى الرجل والمرأة، ومنطقة تجمع دهنيات كوسادة، تتشكل العانة من التقاء العظمين العانيين الأيمن والأيسر يتصلان عبرالارتفاق العاني،
والعظم العاني يشكل جزءا من عظم الورك.

## الأصل اللغوي
يقول ابن منظور في لسان العرب جذر خثل:
| ناحية عانية | خثل: خَثْلة البطنِ وخَثَلَتُه: ما بين السُّرَّة والعانة. | ناحية عانية |

## الارتفاق العاني
symphysis pubica مفصل ارتاقي غير زلالي ثابت نسبيا، يتواجد في منطقة العانة حديبتين عانيتين من كل جهة يرتبط بكل منهما رباط أربي، وهما معلم قابل للجس.

## الشعر
إن منطقة العانة يكسوها شعر متفاوت في كثافته ودرجة نموه. ينمو شعر العانة في المراحل الأولى من البلوغ، ويصاحبه عادة نمو شعر تحت الإبط في الجنسين. كما يصاحب نمو شعر العانة تغيرات متصاعدة في شكل الأعضاء التناسلية الخارجية الأخرى.

## حلاقة شعر العانة
ويسمى الاستحداد ويقوم بفعل ذلك العديد من الناس من أجل النظافة الشخصية.
وقد حثت بعض الأديان على الاستحداد، مثل الإسلام، حيث أنه من سنن الإسلام لأن هذا الشعر معرض للإصابة بأمراض جلدية كثيرة، مثل: القمل والجرب والتنيا، ولذلك فمن الأفضل حلقه أو تخفيفه.
فقد ورد عن رسول الإسلام محمد بن عبد الله خمس من الفطرة...) وذكر منها الاستحداد.

## انظر كذلك
- شعر العانة